# ともぞ
ともぞは、日本の漫画家、イラストレーター。カヲルとコンビを組んだときの名義であるともぞカヲルについても本稿で解説する。

## ともぞカヲル
ともぞカヲルは、ともぞとカヲルの二人の合同ペンネーム。本来は姓名ではないが『デッド・ソウル・リボルバー』の単行本奥付のローマ字表記では人名のようにKaoru Tomozoとなっている。
『デッド・ソウル・リボルバー』が初のオリジナル連載である。しかし連載の途中でコンビを解消しカヲルが抜けたため、以後はともぞが1人で執筆した（単行本カバー折り返しの自画像は、2巻まで2人が描かれていたが3巻ではともぞ1人になっている）。ただし本作は最終回および最終巻までともぞカヲル名義である。

## 作品リスト

### 漫画
- SPEED GRAPHER（2005年 - 2006年刊、原作：GONZO、コザキユースケ、『月刊電撃コミックガオ!』2005年5月号 - 2006年9月号連載）
- 逆走少女 終わらない夏休み（2007年 - 2008年刊、原案：大塚英志、脚本：久保田浩康、『月刊電撃コミックガオ!』2007年5月号 - 2008年4月号連載）
- デッド・ソウル・リボルバー（2008年 - 2009年刊、『チャンピオンRED』2007年11月号 - 2009年8月号連載）
- 時の消失請負人（2011年刊、『電撃大王ジェネシス』2010 WINTER - 2011年vol.3連載）
- 雛見沢停留所 〜ひぐらしのなく頃に原典〜（2013年刊、原作・監修：竜騎士07、『月刊ビッグガンガン』vol.1 - vol.8連載）
- インサイダー（2013年 - 2014年刊、シナリオ：呉屋真、協力：山崎正文、『グランドジャンプ』2012年20号 - 2013年4号→『グランドジャンプPREMIUM』2013年15号 - 2014年26号→『グランドジャンプWEB』2014年2月26日 - 4月23日連載）
- 素材採取家の異世界旅行記（2018年 - 刊行中、原作：木乃子増緒、『アルファポリス』2017年12月13日 - 連載中） - ともぞカヲル名義
- トラックめいめいとビールのおとも（刊行予定、原案：トラックめいめい、原作：ジャイロナックル、『コミックDAYS』2023年8月26日 - 11月18日）
- ダンジョンエルフ～ダンジョンに宝箱があるのは当たり前ですか？～（2024年 - 、『Good!アフタヌーン』2024年7月24日 ‐ 連載中）リバー・スラン（ジャイロナックルとの共作[1]）名義

### 挿絵
富士見ファンタジア文庫
- 12月のベロニカ（2003年刊 貴子潤一郎）
- 眠り姫（2004年刊 貴子潤一郎）
- ソード・ワールド短編集（2005年刊）
- 煉󠄁獄のエスクード（2005年 - 2006年刊 貴子潤一郎）
- 灼熱のエスクード（2008年 - 2009年刊 貴子潤一郎）

電撃文庫
- Astral（2003年刊 今田隆文）
- オレ様はワルガキッド（2005年刊 阿智太郎）

ファミ通文庫
- 永久駆動パペットショウ（2004年刊 豊倉真幸）
- アウトロー・アイランド 裏出島でよろしく!（2005年刊 篠崎砂美）
- 偉大なる大元帥の転身（2015年 - 2016年刊 竹岡葉月）

角川スニーカー文庫
- ミスマルカ興国物語（2008年 - 2024年刊 林トモアキ）※最終章を除く

青い鳥文庫
- 探偵ココ☆ナッツ（2012年 - 2014年刊 田中利々）

GA文庫
- 世界の敵の超強撃《オーバースペック》（2014年 - 2015年刊 霜野おつかい）

ダッシュエックス文庫
- イコライザー!（2014年 - 2015年刊 神野オキナ）

ヒーロー文庫
- 異世界で生きていく方法（2015年刊 神野光典）
- 鑑定能力で調合師になります（2015年 - 刊行中 空野進）
- セブンス（2015年 - 刊 三嶋与夢）
- 鑑定使いの冒険者（2018年 - 刊行中 空野進）※第二巻から
- 異世界道楽に飽きたら（2019年 - 刊行中 三文烏札矢）
- 魔神少女と孤独の騎士（2020年 - 刊行中 三月ふゆ）

ファミ通文庫
- 偉大なる大元帥の転身（2015年 - 2016年刊 竹岡葉月）

GCノベルズ
- 異世界転移したのでチートを生かして魔法剣士やることにする（2015年 - 2017年刊 進行諸島）

HJ文庫
- 命がけのゲームに巻き込まれたので嫌いな奴をノリノリで片っ端から殺してやることにした（2015年 - 2016年刊 中田かなた）

講談社ラノベ文庫
- ドラゴン・グレイヴ（2016年刊 曽我部浩人）

オーバーラップ文庫
- 灰かぶりの賢者（2017年刊 夏月涼）

プライムノベルス
- 異世界道楽に飽きたら（2017年 - 刊行中 三文烏札矢）

Mノベルス
- 錬金貴族の領地経営（2020年 - 刊行中 三島千廣）

カドカワBOOKS
- スライム召喚無双 〜ゲーム技術は異世界でも最強なようです〜（2020年 - 刊行中 可換環）

SQEXノベル
- 田んぼでエルフ拾った。道にスライム現れた（2021年 - 刊行中 幕霧映）

ガガガブックス
- ハズレドロップ品に【味噌】って見えるんですけど、それ何ですか?（2022年 - 2023年刊 富士とまと）